# Deltacanthus
Deltacanthus is een geslacht in de taxonomische indeling van de haakwormen, ongewervelde en parasitaire wormen die meestal 1 tot 2 cm lang worden. De worm behoort tot de familie Quadrigyridae. Deltacanthus werd in 1958 beschreven door Diaz-Ungria en Garcia-Rodrigo.

## Soorten
- Deltacanthus scorzai (Diaz-Ungria & Garcia-Rodrigo, 1957)